# Liman, Rozdilna
Liman (în ucraineană Лиманське, transliterat: Lîmanske; în germană Selz – denumire purtată până în 1945) este o localitate de tip urban în raionul Rozdilna, regiunea Odesa, Ucraina.
Localitatea se află în apropiere de punctul de control al frontierei moldo-ucrainene: Cuciurgan – Pervomaisc (Stînga Nistrului).